# Brabant Island
Brabant Island (norska: Brabantøya) är en ö i Antarktis. Den ligger i havet utanför Västantarktis. Argentina, Chile och Storbritannien gör anspråk på området. Arean är 980 kvadratkilometer.
Terrängen på Brabant Island är bergig. Öns högsta punkt är 2 704 meter över havet.